# Theo Kitt
Theodor Kitt –conocido como Theo Kitt– fue un deportista alemán que compitió para la RFA en bobsleigh en las modalidades doble y cuádruple. Ganó dos medallas de bronce en el Campeonato Mundial de Bobsleigh, en los años 1953 y 1954.

## Palmarés internacional
| Campeonato Mundial | Campeonato Mundial           | Campeonato Mundial | Campeonato Mundial |
| Año                | Lugar                        | Medalla            | Prueba             |
| ------------------ | ---------------------------- | ------------------ | ------------------ |
| 1953               | Garmisch-Partenkirchen (RFA) | Medalla de bronce  | Doble              |
| 1954               | Cortina d'Ampezzo (Italia)   | Medalla de bronce  | Cuádruple          |